# Sheetal Sheth
Sheetal Sheth (Phillipsburg, 24 de Junho) é uma actriz norte-americana com ascendência indiana.
É mais conhecida pelos seus papéis nos filmes realizados por Shamim Sarif, The World Unseen e I Can't Think Straight.

## Filmografia
| Ano  | Título                                 | Papel                       | Notas |
| ---- | -------------------------------------- | --------------------------- | --- |
| 1999 | ABCD. no IMDb.                         | Nina                        | |
| 2001 | American Chai. no IMDb.                | Maya                        | Coreógrafa |
| 2001 | The Princess & the Marine. no IMDb.    | Layla                       | TV |
| 2001 | A Pocket Full of Dreams. no IMDb.      | Sanjana                     | |
| 2001 | Wings of Hope. no IMDb.                | Kaajal Verma                | Prémio Melhor Actriz Cinevue Film Festival, 2003 |
| 2003 | The Agency. no IMDb.                   | Layla - Jamar Akil's sister | TV |
| 2003 | Beat Cops. no IMDb.                    | Gwen Lampoor                | TV |
| 2003 | Line of Fire. no IMDb.                 | Fathima                     | TV |
| 2004 | Strong Medicine. no IMDb.              | Shaheena                    | TV |
| 2004 | Indian Cowboy. no IMDb.                | Sapna                       | |
| 2004 | The Proud Family. no IMDb.             | Radhika                     | TV (animação) |
| 2005 | Dancing in Twilight. no IMDb.          | Nicole                      | |
| 2005 | Looking for Comedy in the Muslim World | Maya                        | |
|      | The Singles Table. no IMDb.            | Martina                     | TV |
| 2007 | The Trouble with Romance               | Nicole                      | |
| 2007 | First Fear                             | Maya                        | |
| 2008 | The World Unseen                       | Amina Harjan                | Winner, Best Actress Gran Canaria Film Festival, Espanha, 2009 Winner, Best Actress Festival del Mar, Ibiza, 2009 Winner, Best Leading Performance Out Takes Film Festival, Dallas, 2009 |
| 2008 | I Can't Think Straight                 | Leyla                       | Nomeada Best Actress Gay and Lesbian Film Festival, Dallas, 2010 |
| 2009 | Why Am I Doing This?. no IMDb.         | Nira                        | |
| 2010 | StaleMate. no IMDb.                    | Kayleigh                    | Nomeada Best Actress Staten Island Film Festival, 2011 |
| 2010 | Nip/Tuck. no IMDb.                     | Aria                        | TV |
| 2011 | Three Veils                            | Nikki                       | |
| 2011 | Being Bin Laden. no IMDb.              | Nabeelah                    | TV |
| 2011 | Royal Pains                            | Raina Saluja                | TV |
| 2011 | NCIS: Los Angeles                      | Shari Al-Kousa              | TV |
| 2011 | Johnny Bravo Goes to Bollywood         | voz de Sumi, Shark          | animação |
| 2012 | Yes, We're Open. no IMDb.              | Elena                       | |
| 2012 | Nice Girls Crew                        | Leena                       | |
| 2012 | The Wisdom Tree. no IMDb.              | Dr. Trisha Rao              | |
| 2012 | Reign. no IMDb.                        | Fadwa                       | Co-Produtora |

## Prémios
- Winner, Best Actress, Wings Of Hope, Cinevue Film Festival, 2003
- Winner, Best Actress, The World Unseen, Gran Canaria Film Festival, Espanha, 2009
- Winner, Best Actress, The World Unseen, Festival del Mar, Ibiza 2009
- Winner, Best Leading Performance, The World Unseen, Out Takes Film Festival, Dallas 2009